# کیریل دویچینوفسکی
کیریل دویچینوفسکی (انگلیسی: Kiril Dojčinovski؛ زادهٔ ۱۷ اکتبر ۱۹۴۳) بازیکن سابق یوگسلاو و مربی فوتبال اهل مقدونیه شمالی است.
از باشگاه‌هایی که در آن بازی کرده‌است می‌توان به باشگاه فوتبال واردار، باشگاه فوتبال پاریس، باشگاه فوتبال ستاره سرخ بلگراد، و باشگاه فوتبال تروا اشاره کرد.
وی همچنین در تیم ملی فوتبال یوگسلاوی بازی کرده‌است.